# 西園寺公晃
西園寺 公晃（さいおんじ きんあき）は、江戸時代中期の公卿。左大臣・西園寺致季の子。官位は従一位・内大臣。

## 経歴
享保5年（1720年）に叙爵。以降清華家当主として速いスピードで昇進し、享保10年（1725年）には従三位となり公卿に列する。その後も踏歌節会外弁や権中納言を経て、享保17年（1732年）から元文3年（1738年）、寛延3年（1750年）から宝暦3年（1753年）までの二度にかけて権大納言を務めた。宝暦3年（1753年）に大歌所別当に補された。
宝暦5年（1755年）に右近衛大将に転じ、さらに内大臣となるも翌年に辞職した。宝暦10年（1760年）に従一位が授与される。

## 系譜
- 父：西園寺致季
- 母：家女房
- 養父：鷹司兼熙
- 妻：今出川伊季の娘
  - 長男：西園寺賞季（1743-1799）
  - 次男：徳大寺実祖（1753-1819）
  - 三男：今出川実種（1754-1801）